# Антонова, Александра Ивановна
Александра Ивановна Антонова (род 22 декабря 1991 года) — российская ватерполистка. В сборной России с 2008 года. Бронзовый призёр Всемирной Универсиады (2009). Чемпионка Европы (2010). Участница Олимпийских игр (2012). Победитель Универсиады (2013).

## Карьера
Родилась в г. Наманган, Узбекистан. Первый тренер — С. П. Перевалова. Выступает за команду «Штурм-2002» (г. Чехов, Московская обл.), выступает на позиции подвижного нападающего. Серебряный (2009—2013) и бронзовый (2008) призёр чемпионатов России.
В составе молодёжной сборной России стала чемпионкой мира (2009), чемпионом Европы (2009) и вице-чемпионом Европы (2008).